# Bon Bon Band
Bon Bon Band är en albansk musikgrupp bildad i Kavaja år 2006. 

## Karriär
Bon Bon Band bildades år 2006 av dess tre medlemmar Tahir Gjoçi, Skerdi Velia och Gerti Hima i staden Kavaja. Under hösten år 2011 deltog gruppen i Kënga Magjike 13 med låten "Do të vish" med vilken man tog sig till semifinal. Under våren 2012 ställde gruppen upp i Top Fests nionde upplaga med låten "Një këngë për ty". De tog sig dock inte vidare i tävlingen. Sent i oktober 2012 presenterade Radio Televizioni Shqiptar deltagarlistan till Festivali i Këngës 51, Albaniens uttagning till Eurovision Song Contest 2013 som går av stapeln i Malmö. Med på listan fanns Bon Bon Band, som kom att tävla med låten "Humbur", komponerad av bandmedlemmen Gjoçi. De deltog i den första semifinalen, men tog sig inte vidare till finalen.

### Medlemmar
- Tahir "Tiri" Gjoçi (gitarr & sång), född 5 november 1993 (31 år) i Kavaja.
- Skerdi Velia (bas), född 25 november 1993 (31 år) i Kavaja.
- Gerti Hima (trummor, bakgrundssång), född 26 september 1994 (30 år) i Kavaja.

## Diskografi

### Singlar
- 2011 – Do të vish
- 2012 – Një këngë për ty
- 2012 – Humbur